# Zenillia
Zenillia – rodzaj muchówek z rodziny rączycowatych (Tachinidae).

## Wybrane gatunki
- Z. dolosa (Meigen, 1824)[1]
- Z. libatrix (Panzer, 1798)[1]
- Z. phrynoides (Baranov, 1939)[1]
- Z. terrosa Mesnil, 1953[1][2]